# Гулнара Шахинијан
Гулнара Шахинијан (енгл. Gulnara Shahinian; рођена 1951) је јерменска дипломата и ауторка која проучава трговину људима.

## Биографија
Рођена је 1951. године. Студирала је међународно право на Институту за међународне односе у Санкт Петербургу, а енглеску и руску лингвистику на Јереванском државном универзитету.
Члан је Групе експерата за акцију против трговине људима и бивши специјални известилац Уједињених нација за савремене облике ропства од 2006. до 2014.

## Публикације
- Shahinian, Gulnara (2015). “Traditions, Law and Practice: Migrant Domestic Workers in Lebanon.” In Siobhán Mullally, ed., Care, Migration and Human Rights: Law and Practice, pp. 131-149. London: Routledge
- United Nations Human Rights Council (2013). Report of the Special Rapporteur on contemporary forms of slavery, including its causes and consequences, Gulnara Shahinian: Thematic report on challenges and lessons in combating contemporary forms of slavery. A/HRC/24/43. 1 July.
- United Nations Human Rights Council (2014). Report of the Special Rapporteur on contemporary forms of slavery, including its causes and consequences, Gulnara Shahinian: Follow-up mission to Mauritania. A/HRC/27/53/Add.1. 26 August.
- Shahinian, Gulnara (2008). “Trafficking in persons in the South Caucasus – Armenia, Azerbaijan and Georgia: New challenges for transitional democracies.” In Sally Cameron and Edward Newman, eds., Trafficking in humans: Social, cultural and political dimensions, pp. 252-273. Tokyo: United Nations University Press.